# NS 3000 (ex-SBB)
De serie NS 3000 was een serie stoomlocomotieven van de Nederlandse Spoorwegen (NS), welke tweedehands waren overgenomen van de Zwitserse spoorwegen SBB.
Na de Tweede Wereldoorlog had de NS dringend behoefte aan materieel, daar er door de oorlogsomstandigheden veel vernield of weggevoerd was. Van de Zwitserse SBB werd onder andere een vijftal aldaar buiten dienst gestelde driegekoppelde stoomlocomotieven uit de serie B 3/4 1601-1747 overgenomen. 
De locomotieven werden vanaf 1945 als NS serie 3001-3005 (de NS serie 3001-3006 was reeds afgevoerd, zodat de serie 3000 weer beschikbaar was) ingezet voor goederentreinen vanuit de depots Hengelo, Amersfoort, Arnhem en Nijmegen. Na enkele jaren dienst werden de locomotieven tussen 1947 en 1949 afgevoerd.

## Voorgeschiedenis
Tussen 1898 en 1906 werden door de Schweizerische Lokomotiv- und Maschinenfabrik (SLM) verschillende deelseries van locomotieven voor de Jura-Simplon-Bahn (JS) en Schweizerische Bundesbahnen (SBB), waartoe de locomotieven van de JS sinds 1903 ook over gingen, gebouwd. Bij de JS werden de locomotieven aangeduid als A 3 T, bij de SBB als B 3/4. De JS gaf de locomotieven de nummers 301-375. Nadat de JS in 1903 door de SBB werd ingelijfd, gaf de SBB de locomotieven de nummers 1601-1675, waarna de serie tot 1907 werd uitgebreid met de nabestelde locomotieven 1676-1747. De SBB stelde de locomotieven tussen 1923 en 1945 buiten dienst.
| Fabrieksnummer | In dienst | JS nummer | SBB nummer | NS nummer | In dienst NS | Uit dienst NS | Bijzonderheden |
| -------------- | --------- | --------- | ---------- | --------- | ------------ | ------------- | -------------- |
| 1096           | 1898      | 308       | 1608       | 3001      | 1946         | 1949          |                |
| 1172           | 1899      | 317       | 1617       | 3002      | 1946         | 1948          |                |
| 1530           | 1903      |           | 1695       | 3003      | 1945         | 1948          |                |
| 1629           | 1905      |           | 1721       | 3004      | 1945         | 1949          |                |
| 1767           | 1906      |           | 1729       | 3005      | 1945         | 1947          |                |